# Саннісайд (Джорджія)
Саннісайд (англ. Sunnyside) — переписна місцевість (CDP) в США, в окрузі Вер штату Джорджія. Населення — 1472 особи (2020).

## Географія
Саннісайд розташований за координатами 31°14′22″ пн. ш. 82°20′30″ зх. д. / 31.23944° пн. ш. 82.34167° зх. д. (31.239489, -82.341783).  За даними Бюро перепису населення США в 2010 році переписна місцевість мала площу 3,72 км², з яких 3,57 км² — суходіл та 0,16 км² — водойми.

### Клімат
| Клімат : Саннісайд    | Клімат : Саннісайд | Клімат : Саннісайд | Клімат : Саннісайд | Клімат : Саннісайд | Клімат : Саннісайд | Клімат : Саннісайд | Клімат : Саннісайд | Клімат : Саннісайд | Клімат : Саннісайд | Клімат : Саннісайд | Клімат : Саннісайд | Клімат : Саннісайд | Клімат : Саннісайд |
| Показник              | Січ.               | Лют.               | Бер.               | Квіт.              | Трав.              | Черв.              | Лип.               | Серп.              | Вер.               | Жовт.              | Лист.              | Груд.              | Рік                |
| Середній максимум, °C | 16,7               | 18,9               | 21,7               | 25,6               | 30,0               | 32,8               | 32,8               | 32,8               | 30,6               | 26,7               | 21,7               | 17,8               | 25,0               |
| Середній мінімум, °C  | 2,8                | 3,9                | 7,8                | 10,6               | 15,0               | 18,9               | 20,6               | 20,6               | 18,9               | 12,8               | 6,7                | 3,9                | 11,7               |
| Норма опадів, мм      | 91                 | 97                 | 104                | 79                 | 91                 | 140                | 170                | 152                | 114                | 69                 | 56                 | 79                 | 1240               |
| --------------------- | ------------------ | ------------------ | ------------------ | ------------------ | ------------------ | ------------------ | ------------------ | ------------------ | ------------------ | ------------------ | ------------------ | ------------------ | ------------------ |
| Джерело: Weatherbase  |                    |                    |                    |                    |                    |                    |                    |                    |                    |                    |                    |                    |                    |

## Демографія
Згідно з переписом 2010 року, у переписній місцевості мешкали 1303 особи в 539 домогосподарствах у складі 378 родин. Густота населення становила 350 осіб/км².  Було 600 помешкань (161/км²).
Расовий склад населення:
| - 85,3 % — білих - 10,4 % — чорних або афроамериканців - 0,8 % — азіатів - 0,5 % — корінних американців - 1,5 % — осіб інших рас |

До двох чи більше рас належало 1,5 %. Частка іспаномовних становила 2,7 % від усіх жителів.
За віковим діапазоном населення розподілялося таким чином: 22,6 % — особи молодші 18 років, 56,6 % — особи у віці 18—64 років, 20,8 % — особи у віці 65 років та старші. Медіана віку мешканця становила 43,9 року. На 100 осіб жіночої статі у переписній місцевості припадало 90,2 чоловіків;  на 100 жінок у віці від 18 років та старших — 80,8 чоловіків також старших 18 років.
За межею бідності перебувало 46,6 % осіб, у тому числі 72,4 % дітей у віці до 18 років та 0,0 % осіб у віці 65 років та старших.
Цивільне працевлаштоване населення становило 623 особи. Основні галузі зайнятості: освіта, охорона здоров'я та соціальна допомога — 38,0 %, виробництво — 23,6 %, роздрібна торгівля — 7,9 %, транспорт — 5,3 %.